# Bernard Ferdinand Lyot
Bernard Ferdinand Lyot, francoski astronom, * 27. februar 1897, Pariz, † 2. april 1952, Kairo.
Lyot je na Univerzi v Parizu študiral inženirstvo, fiziko in kemijo, a je od leta 1920 do smrti delal v Observatoriju Meudon. Najbolj je znan po izumu koronometra.